# Подражаніє сербському
«Подражаніє сербському» — вірш Тараса Шевченка 1860 року, написаний у С.-Петербурзі.

## Написання
Збереглися чистовий автограф рядків 1—8 і список рядків 9—20 Олександра Лазаревського вірша у «Більшій книжці» Тараса Шевченка. Дата в автографі та списку: «4 мая 1860. СПб.» (рукою Лазаревського).
Вірш датується дослідниками за цим автографом та списком: 4 травня 1860 року, та місцем написання — С.-Петербург.
Первісний автограф не відомий. Рядки 1 — 8 записано до «Більшої книжки» Шевченком, наступний текст — Лазаревським.

## Публікація
Вперше вірш надруковано за «Більшою книжкою» у виданні: «Кобзарь Тараса Шевченка / Коштом Д. Е. Кожанчикова» 1867 року (СПб., стор. 641).

## Сюжет
Вірш є переспівом не встановленої сербської народної пісні. Сербський дослідник Владан Недич висловив припущення, що це була пісня «Дjевоjка и коњ момачки» зі збірки Вука Караджича «Српске народне пjесме». Відзначено також подібність Шевченкового переспіву до вірша російського поета Аполлона Майкова «Сербская песня», опублікованого в журналі «Русский вестник» 1860 року (книга 7, стор. 393 — 394). У вірші Шевченко поєднав вирази й образи, характерні для українських пісень, з сербськими фольклорними мотивами. Вірш органічно поєднується з творами Шевченка про дівочу долю.